# هاکبلد
هاکبلد (انگلیسی: Hucbald) آهنگساز، و نویسنده اهل فرانسه بود. او اولین کار سیستماتیک در تئوری موسیقی غربی را انجام داد و با هدف تطبیق بسیاری از نمونه‌های شناخته شده از تئوری موسیقی یونان باستان و موسیقی معاصر را با هم درآمیخت.